# HATCHET/ハチェット
『HATCHET/ハチェット』（Hatchet）は、2006年に製作され2007年に公開されたアメリカ合衆国のホラー映画。監督はアダム・グリーン。
不慮の事故で命を落としたとされる少年、ヴィクター・クロウリーが成長して大男の殺人鬼となり、家の近く(立ち入り禁止区域)を訪れる登場人物達を無差別に殺害して行く、スプラッター要素を多く含んだホラー映画。題名の「ハチェット」は、英語で小型の斧を意味する。
『13日の金曜日』シリーズの殺人鬼ジェイソン・ボーヒーズ役（第7～10作目）で有名なケイン・ホッダーがヴィクター役を演じ、『エルム街の悪夢』の殺人鬼フレディ・クルーガー役のロバート・イングランドや、『キャンディマン』の殺人鬼キャンディマン役のトニー・トッドがカメオ出演している。

## ストーリー
失恋したベンは気晴らしに、親友のマーカスと共にマルディグラの真っ最中のニューオーリンズ旅行へ行く。そこで、「呪われた沼の怪奇ツアー」というものに参加する。
だが、沼を進む船が座礁し、ツアー客一行は船を捨てて森に上陸する。そこはかつて不慮の事故によって命を落とした少年・ヴィクターの霊が出るという噂があり、立ち入り禁止区域になっている場所だった。
そして、助けを求めてさ迷う彼らの前に、手斧を持った醜い容姿の大男が現れる。

### ヴィクター・クロウリーの過去
生まれつき醜い容姿だったヴィクター少年は、小さい頃から他の子供達にいじめを受けていた。そんなヴィクター少年を人目に触れないようにはしながらも、唯一優しく接し大切に育てていたのは、父親だった。
しかし、ハロウィンの夜にヴィクターの噂を聞き付けた若者達が、その醜い姿を一目見ようと彼の家に火を放つ。家の中に閉じ込められたヴィクターを助けようと、父親は斧を振るってドアを打ち破ろうとする。しかし、ドアが破られた瞬間、斧の刃先はドアの向こうにいたヴィクターの頭を断ち割ってしまった。
ヴィクターは命を落とした。
父親は失意のまま心を病み、10数年後に死亡。以来、彼の家の近くに行くと、父親を探すヴィクターの声が聞こえるという不吉な噂が立ち始める。こうして、ヴィクターの家がある沼や森周辺も立ち入り禁止区域に指定された。

## キャスト
※括弧内は日本語吹替
- ベン - ジョエル・デヴィッド・ムーア（高橋研二）
- メリーベス - タマラ・フェルドマン（小橋知子）
- マーカス - デオン・リッチモンド（最上嗣生）
- ミスティ - メルセデス・マクナブ（瑚海みどり）
- ジェナ - ジョリー・フィオラヴァンティ
- ショーン - パリー・シェン
- ダグ・シャピロ - ジョエル・マーレイ
- ジム - リチャード・リール（水内清光）
- シャノン - パトリカ・ダーボ（山口享佑子）
- ジャック・クラッカー - ジョン・ビュークラー（坂本くんぺい）
- 聖ゾンビ - トニー・トッド
- メリーベスの兄 - ジョシュア・レナード
- メリーベスの父 - ロバート・イングランド
- ヴィクター・クロウリー - ケイン・ホッダー

## シリーズ作品
- ハチェット アフターデイズ（2010年、原題：Hatchet II）
- ハチェット レジェンド・ネバー・ダイ（2013年、原題：Hatchet III）
- ヴィクター・クロウリー 史上最凶の怪人（2017年、原題：Victor Crowley）